# Laelia rotundata
Laelia rotundata är en fjärilsart som beskrevs av Walker 1855. Laelia rotundata ingår i släktet Laelia och familjen tofsspinnare. Inga underarter finns listade i Catalogue of Life.